# Mississippi (řeka)
Mississippi (anglicky Mississippi River v jazyce místních indiánů „Velká řeka“) je nejdelší řeka Severní Ameriky a jedna z nejdelších řek na světě, která protéká Spojenými státy americkými od severu k jihu a ústí do Mexického zálivu. Je dlouhá 3766 km. Od pramene svého přítoku Missouri dosahuje 6420 km, čímž zaujímá čtvrté místo na světě. Plocha povodí, které se rozprostírá od Skalnatých hor k Appalačskému pohoří a od Velkých jezer k Mexickému zálivu, činí 3 268 000 km², což je 40 % rozlohy pevninských USA bez Aljašky. Povodí Mississippi a jejich přítoků je čtvrté nejrozsáhlejší na světě, hned po Amazonce, Kongu a Nilu.

## Průběh toku
Pramení na severu USA západně od Hořejšího jezera pod jménem Nicollet Creek a pod jezerem Itasca v nadmořské výšce pouhých 446 m přijímá své jméno Mississippi. Protéká ze severu na jih deseti státy USA Minnesota, Wisconsin, Iowa, Illinois, Missouri, Kentucky, Arkansas, Tennessee, Mississippi a Louisiana. Údolí bylo vytvořeno ve směru hlavního odtoku ledovcových vod na konci čtvrtohorního zalednění Severní Ameriky. Podle morfologie doliny, podmínek průtoku a vodního režimu se tok řeky dělí na tři části. Za hranici mezi nimi byla vybrána ústí velkých přítoků Missouri a Ohio.

### Horní tok
Na horním toku protéká nejprve přes nevelká jezera, mezi nimiž vytváří kamenité peřeje a říční prahy. Nejvýznamnější z nich je vodopád St. Anthony u města Minneapolis, další se nacházejí u měst Davenport a Keokuk. Od města Minneapolis je koryto řeky upraveno pomocí zdymadel a až k ústí Missouri je přerušeno více než 20 hrázemi.

### Střední tok
Na středním toku teče převážně v jednom korytě. Dolina je široká 10 až 15 km a je ohraničena prudkými břehy. Pod ústím Missouri teče její kalná a blátivá voda v délce 150 až 180 km vedle sebe s víceméně průzračnou vodou Mississippi.

### Dolní tok

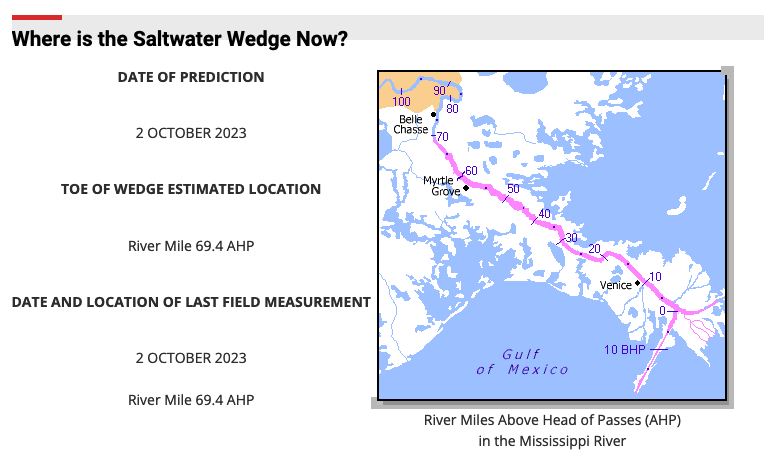
Dolní tok, pronikání slané vody; 2. října 2023

Na dolním toku protéká rozsáhlou rovinou tvořenou naplavenými usazeninami. Šířka říčního údolí se postupně zvyšuje z 25 na 70 až 100 km. Koryto je členité a vytváří četná ramena včetně slepých. Nízký sklon toku řeky a její délka způsobují časté vytváření meandrů. Ty vytvářejí labyrint průtoků, říčních jezer a rozsáhlých nivních mokřadů, které jsou zaplavovány při povodních. Koryto je zde téměř všude obehnáno přirozenými břehovými valy, které jsou opevněny systémem protipovodňových hrází s cílem zabránit zavodnění okolní krajiny. Celková délka těchto hrází dosahuje přibližně 4000 km. Mezi valy teče řeka místy nad úrovní okolní krajiny.

### Delta
Ústí do Mexického zálivu, přičemž vytváří rozsáhlou deltu, která začíná pod městem Baton Rouge, má lopatovitý tvar a její rozloha činí přibližně 36 000 km². Prodlužuje se směrem do moře o 85 až 100 m za rok, díky přibližně 400 Mt nánosů, které řeka přináší. V konečné fázi se delta rozděluje na šest základních poměrně krátkých ramen o délce 20 až 40 km, která ústí do Mexického zálivu. Hlavním z nich je jihozápadní Southwest-Pass, kterým protéká asi 30 % odtoku. Při povodních na dolním toku se část vod na východě přelévá do jezera Pontchartrain, které se nachází u města New Orleans a využívá se právě pro jejich zachycení a ochránění zmíněného města. Na západě se pak část vod přelévá do koryta řeky Atchafalaya, která teče paralelně s Mississippi ve vzdálenosti 15 až 40 km a ústí také do Mexického zálivu.

### Přítoky

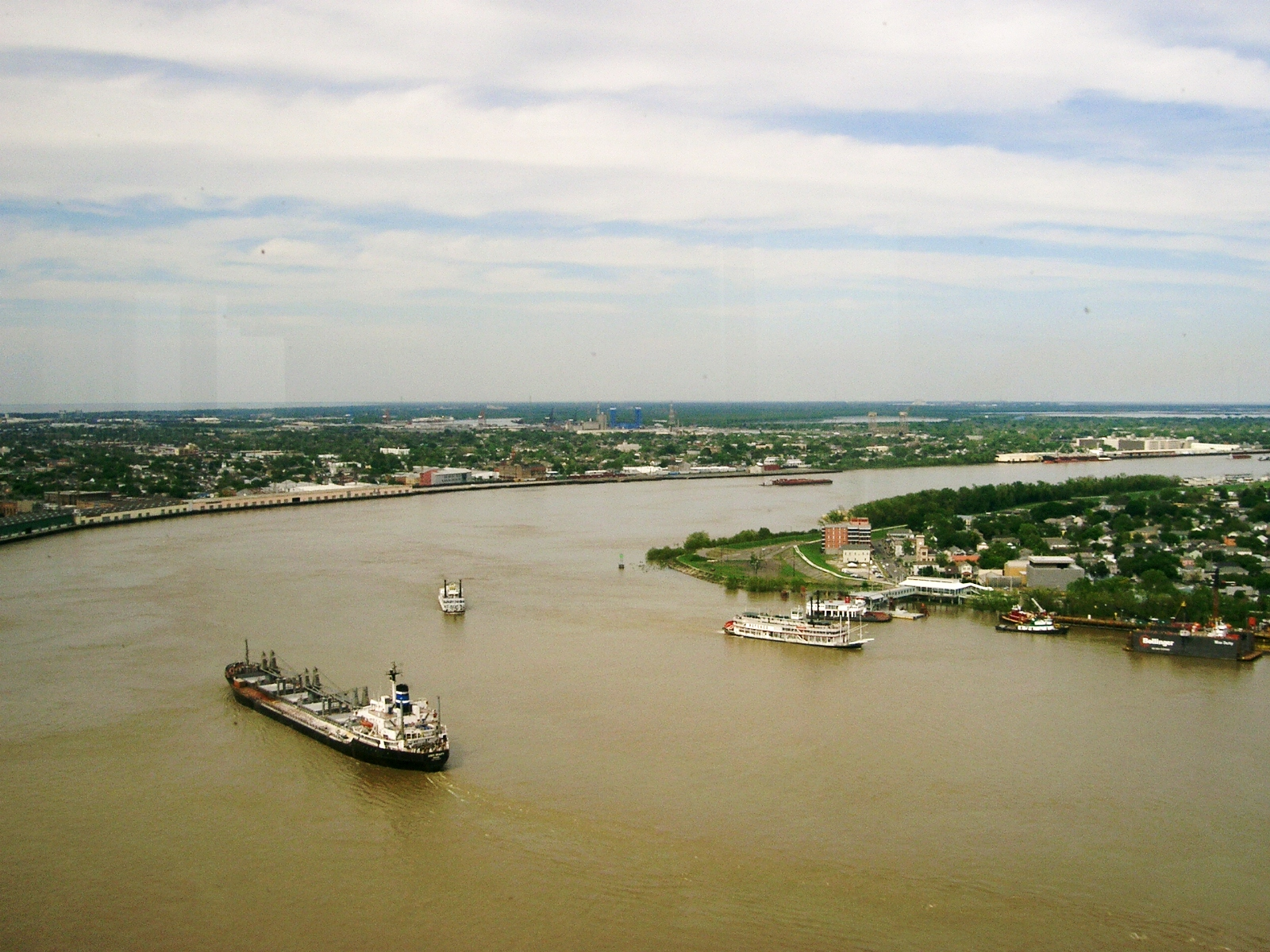
Mississippi v New Orleansu

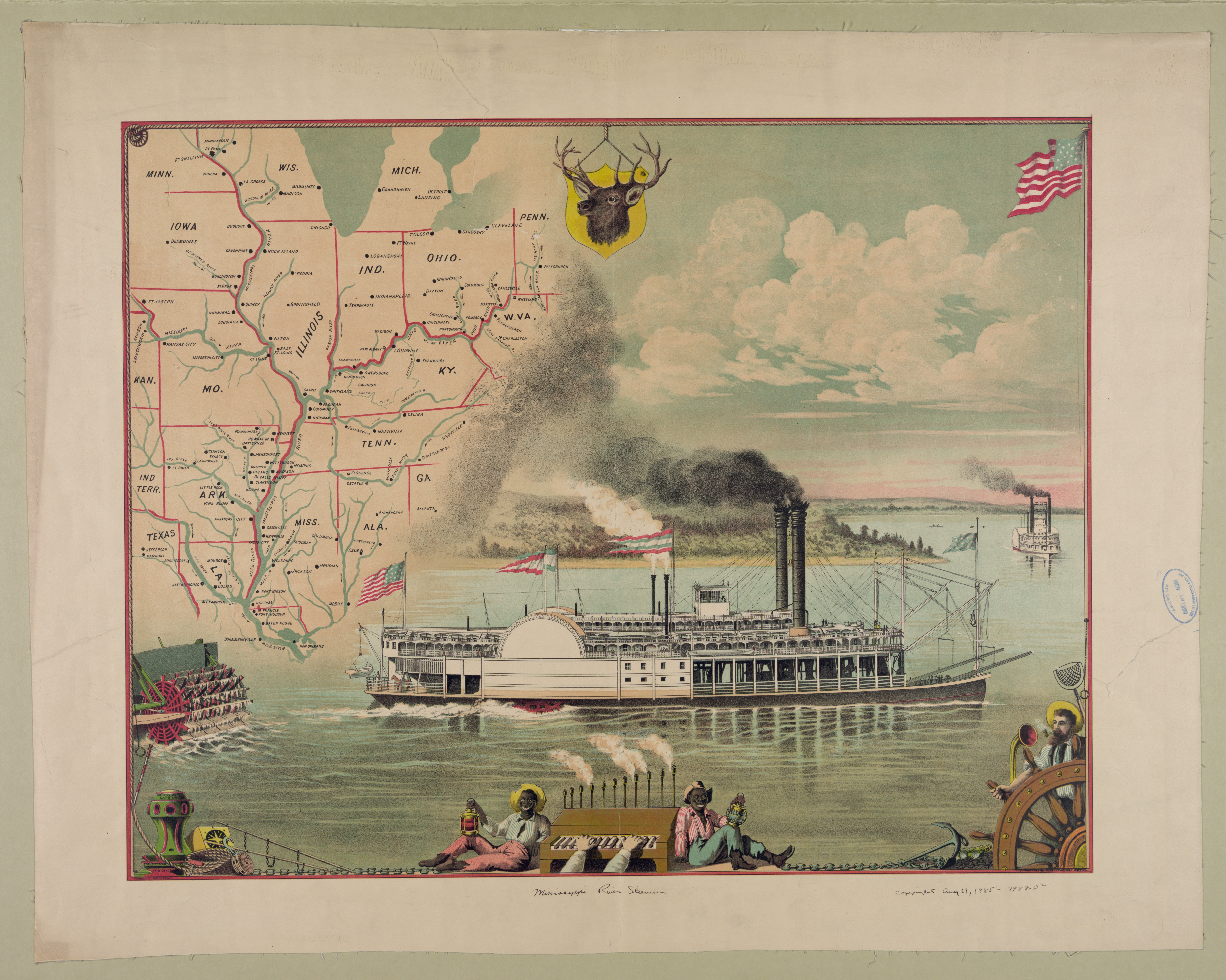
Parník na Mississippi

Přítoky zleva:
| Řeka      | Délka toku (km) | Splavná část (km) |
| --------- | --------------- | ----------------- |
| Chippewa  | 295             | 80                |
| Wisconsin | 692             | 322               |
| Illinois  | 439             | 439               |
| Ohio      | 1569            | od střed. toku    |

Přítoky zprava:
| Řeka       | Délka toku (km) | Splavná část (km) |
| ---------- | --------------- | ----------------- |
| Minnesota  | 534             | nesplavná         |
| Des Moines | 526             | nesplavná         |
| Missouri   | 3725            | od Fort Bentonu   |
| Arkansas   | 2334            | 1000              |
| Red        | 1638            | od Shreveportu    |

## Vodní režim
Zdrojem vody jsou sněhové i dešťové srážky. Pravé přítoky přivádějí převážně vodu z roztátého sněhu a ledu ve Skalnatých horách a naopak levé přítoky přivádějí vody z dešťů a průtrží mračen. Pro režim řeky jsou charakteristické jarní a letní vzestupy hladiny a prudké dešťové povodně. K nejvyšším povodním dochází, když se potkají období tání sněhu v povodí horní Mississippi a v povodí Missouri s obdobím vydatných dešťů v povodí Ohia, která má na soutoku značně větší průtok než Mississippi. Největší povodně nastaly v letech 1844, 1903, 1913, 1927, 1937, 1947, 1951, 1952 a 1965. Ani hydrotechnické stavby na dolním toku nemohou plně ochránit sídla a pole v údolí řeky. Roční průměrný průtok v deltě je roven 19 000 m³/s a při katastrofálních povodních narůstá na 50 000 až 80 000 m³/s. V létě naopak klesá na 3000 až 5000 m³/s. Průměrný roční rozsah kolísání úrovně hladiny dosahuje 7,2 m (u Saint Paul), 14,3 m (u St. Louis), 18,3 m (u Cairo), 5 až 6 m (u New Orleans). Na horním toku řeka zamrzá na tři až čtyři měsíce.

## Využití
Řeka je pohodlnou vodní cestou od Mexického zálivu do středu severoamerického kontinentu. Je důležitou dopravní tepnou USA a spojuje rozvinuté průmyslové a zemědělské oblasti země. Na přelomu 19. a 20. století vodní doprava sice prohrávala v konkurenci železniční, ale opět se začala vzmáhat v souvislosti s průmyslovým rozvojem oblasti Velkých jezer a tento vzestup pokračoval ještě výrazněji po 2. světové válce. Řeka je spojena s povodím Velkých jezer s hlubokou vodní cestou po řece svatého Vavřince s Atlantským oceánem. Illinoiská vodní cesta, která začíná v Michiganském jezeře u města Chicago vede systémem kanálů a splavněných řek k levému přítoku Mississippi řece Illinois. V ústí leží město New Orleans, které je jedním z největších námořních a říčních přístavů USA. U něj řeku křižuje Pobřežní kanál, který byl vybudován za účelem spojení průmyslových oblastí na pobřeží Mexického zálivu. Říční doprava probíhá po řece do Saint Paul v délce 3130 km. Námořní lodě plují do Baton Rouge. Délka vodních cest v povodí Mississippi dosahuje 25 000 km. Hlavní přepravované náklady jsou ropné produkty, stavební materiály, kamenné uhlí a chemické látky. Překážkami plavby jsou skalnaté prahy, pohybující se písky a kolísavý vodní stav. Na horním toku pravostranných přítoků byly postaveny mnohé vodní elektrárny. Největší umístěná přímo na řece se nachází u města Keokuk. Největší města a přístavy na řece jsou Minneapolis, Saint Paul, Davenport, St. Louis, Memphis, Baton Rouge a New Orleans.